# Sens
Sens är en kommun i departementet Yonne i regionen Bourgogne-Franche-Comté i norra Frankrike. Kommunen är chef-lieu över 3 kantoner som tillhör arrondissementet Sens. År 2022 hade Sens 27 275 invånare.

## Befolkningsutveckling
Antalet invånare i kommunen Sens
| Referens: INSEE |